# 博氏櫛鱗鰨
博氏櫛鱗鰨為輻鰭魚綱鰈形目鰨亞目鰨科的其中一種，為熱帶海水魚，分布於中太平洋夏威夷群島海域，棲息深度6-29公尺，體長可達10.3公分，棲息在沙、礫石底質底層水域，生活習性不明。